# Szilveszter Ferenc
Szilveszter Ferenc (Budapest, 1971. november 26. –) magyar válogatott labdarúgó.

## Pályafutása
A labdarúgást Szekszárdon kezdte, de jó teljesítménye miatt felkerült a Vasas-hez, ahol eleinte csak epizódszerep jutott neki, és több szezont is kölcsönjátékosként töltött alacsonyabb osztályú csapatokban. Ám ott remek játékkal visszakerült a fővárosi csapathoz, és előbb alapember, majd csapatkapitány is volt a Vasasban, és később az MTK Budapest FC-hez igazolt, de nem váltotta be a reményeket, és a több játéklehetőség érdekében előbb a BKV Előre SC, majd a Békéscsaba 1912 Előre gárdájához igazolt. De a Vasas-nél maradt meg emblematikus figuraként. Pályafutása csúcsán 1998-ban volt, amikor is négy alkalommal szerepelt a válogatottban is.

## Sikerei, díjai
- Vasas:
- Magyar bajnoki bronzérmes: 1998, 2000
- Magyarkupa-döntős: 2000
- Magyarkupa-elődöntős: 1994, 1998

## Statisztika

### Mérkőzései a válogatottban
| Magyarország | Magyarország        | Magyarország                 | Magyarország | Magyarország | Magyarország | Magyarország | Magyarország | Magyarország |
| #            | Dátum               | Helyszín                     | Hazai        | Eredmény     | Vendég       | Kiírás       | Gólok        | Esemény      |
| ------------ | ------------------- | ---------------------------- | ------------ | ------------ | ------------ | ------------ | ------------ | ------------ |
| 1.           | 1998. április 20.   | Teherán, Azadi Stadion       | Irán         | 0 – 2        | Magyarország | LG-kupa      | -            |              |
| 2.           | 1998. április 22.   | Teherán, Azadi Stadion (IRN) | Macedónia    | 0 – 0        | Magyarország | LG-kupa      | -            | 81'          |
| 3.           | 1998. május 27.     | Nyíregyháza, Városi Stadion  | Magyarország | 1 – 0        | Litvánia     | barátságos   | -            | 82'          |
| 4.           | 1998. augusztus 19. | Zalaegerszeg, ZTE Stadion    | Magyarország | 2 – 1        | Szlovénia    | barátságos   | -            | 89'          |
|              | Összesen            |                              |              | 4            | mérkőzés     |              | 0            | gól          |

## Külső hivatkozások
- Vasas szív[halott link]
- Válogatott